# Seznam francoskih grafikov
Seznam francoskih grafikov.

## A
- Henri-Georges Adam
- Pierre Albuisson
- Pierre-Michel Alix
- Bertrand Andrieu
- Gérard Audran

## B
- Louis Baltard
- Jacques-Jean Barre
- Étienne Baudet
- Albert Besnard (1849 – 1934)
- Abraham Bosse
- Jean Boussingault
- Pierre Brissaud

## C
- Jacques Callot
- Jean Carlu (1900-1997) (grafični oblikovalec)
- Nicolas-Touissant Charlet
- Jules Chéret (1836-1932) (oblikovalec plakatov)
- Charles-Nicolas Cochin
- Paul Colin (1892-1985) (oblikovalec plakatov)

## D
- Vivant Denon
- Gustave Doré

## E
- Godefroy Engelmann

## G
- Pierre Gandon
- J. J. Grandville (Jean Ignace Isidore Gérard)
- Eugène Grasset (švicarsko-fr. oblikovalec plakatov)
- Greg (karikaturist) (Michel Régnier - belgijsko-francoski)
- Cécile Guillame

## H
- Paul César Helleu
- Valentine Hugo

## J
- Edmond Jeaurat

## L
- Marie Laurencin
- Henri Laurens
- Jean-Paul Laurens
- Louis Legrand
- Alphonse Legros (fr.-britanski)
- Jean Le Pautre
- Ève Luquet

## M
- André Masson (belg.-franc.)
- Charles Méryon
- Berthe Morisot

## N
- Robert Nanteuil

## P
- Gen Paul
- Jean le Pautre
- Victor Prouvé

## Q
- Jean-Marie Queneau

## R
- Denis Auguste Marie Raffet
- Auguste Renoir
- Jean-Claude Richard

## S
- Augutin de Saint-Aubin
- Gabriel de Saint-Aubin
- Raymond Savignac (1907-2002) (grafični oblilovalec)
- Jean-Jacques Sempé (humoristični risar in oblikovalec plakatov)
- (Sem - Georges Goursat : karikaturist)

## T
- James Tissot (Jacques-Joseph Tissot) (fr.-angl.)

## V
- Victor Vasarely
- Claude Vignon
- Bernard Villemot
- Jacques Villon (Gaston Duchamp)